# 彫柏
彫柏，臺灣台中人，刺青師，饒舌歌手。擅長風格為經典浮世繪日式傳統，師承中台灣刺青大師彫其，為門下首席大弟子，並於店內修煉10年之久。期間參加中國刺青展以新人之姿獲得全場新人總冠軍，並於香港、泰國皆獲得冠亞軍等成績。後於2020年創立全新刺青品牌「紫流紋身」擔任主理人。是台灣嘻哈天團玖壹壹及頑童成員御用刺青師，在2021的刺客方舟紋身展包辦「傳統背部彩色大組」的前三名。近年也將作品拓展至NFT市場。
為饒舌團體187INC的創團成員，歌曲內容以限制級成人話題為主。除了187INC之外，另有以Cypher為主的分支計畫「紫幫」。以彫柏之名發行過Mixtape《極樂Mixtape》，後以個人名義「快活齋」發表音樂作品。

## 音樂作品

### 發行作品
| #   | 專輯資料                                                              | 曲目 |
| 1st | 《SIN CITY 萬惡城市》 - 發行日期：2016年3月8日 - 唱片公司：[[冠霆唱片 | 曲目 1. Intro SIN CITY 2. 每天都是生日（feat. 頑童MJ116） 3. 讓我喬 4. skit 01 5. 炯營不需要愛（feat. 廖文豪） 6. 夏日情懷 7. 台中愛（feat. Right Eye） 8. skit 02 9. 鐘點情人 10. 哈熱假期 11. 錢雨 12. 自白 |

### 單曲
| 年份 | 歌名       | 備註                        |
| 2015 | 紫色販子   |                             |
| 2016 | 土豪情歌   | feat. 玖壹壹春風、Right Eye |
| 2017 | 笑天下     |                             |
| 2017 | 365 days   |                             |
| 2018 | 騰雲駕霧   |                             |
| 2018 | 貝貝       |                             |
| 2018 | 愛我恨我   |                             |
| 2019 | 贏光妳的錢 |                             |

### Mixtap
| #   | 專輯資料                               | 曲目 |
| 1st | 《極樂Mixtape》 - 發行日期：2018年10月 | 曲目 1. SMILE NOW CRY LATER 2. 我的GANG ft. L.C/Young Johnny/Monkey 3. NOKIA 4. skit 01 5. 固定配合中 ft G.K. 6. 都在這 7. RED LIGHT ft 國蛋Gordon/Savage M 8. 掙扎人生 ft Sowut 9. 史蒂諾斯 |

### 個人單曲
| 年份 | 歌名                            | 備註                                 |
| 2018 | 紫色房間#003 千萬不要愛上我的壞 | feat. 玖壹壹Ken G、G. K.、LC、鐵巨人 |
| 2020 | Please Don't Go                 |                                      |
| 2021 | 你讓我                          |                                      |